# 燃燒匙

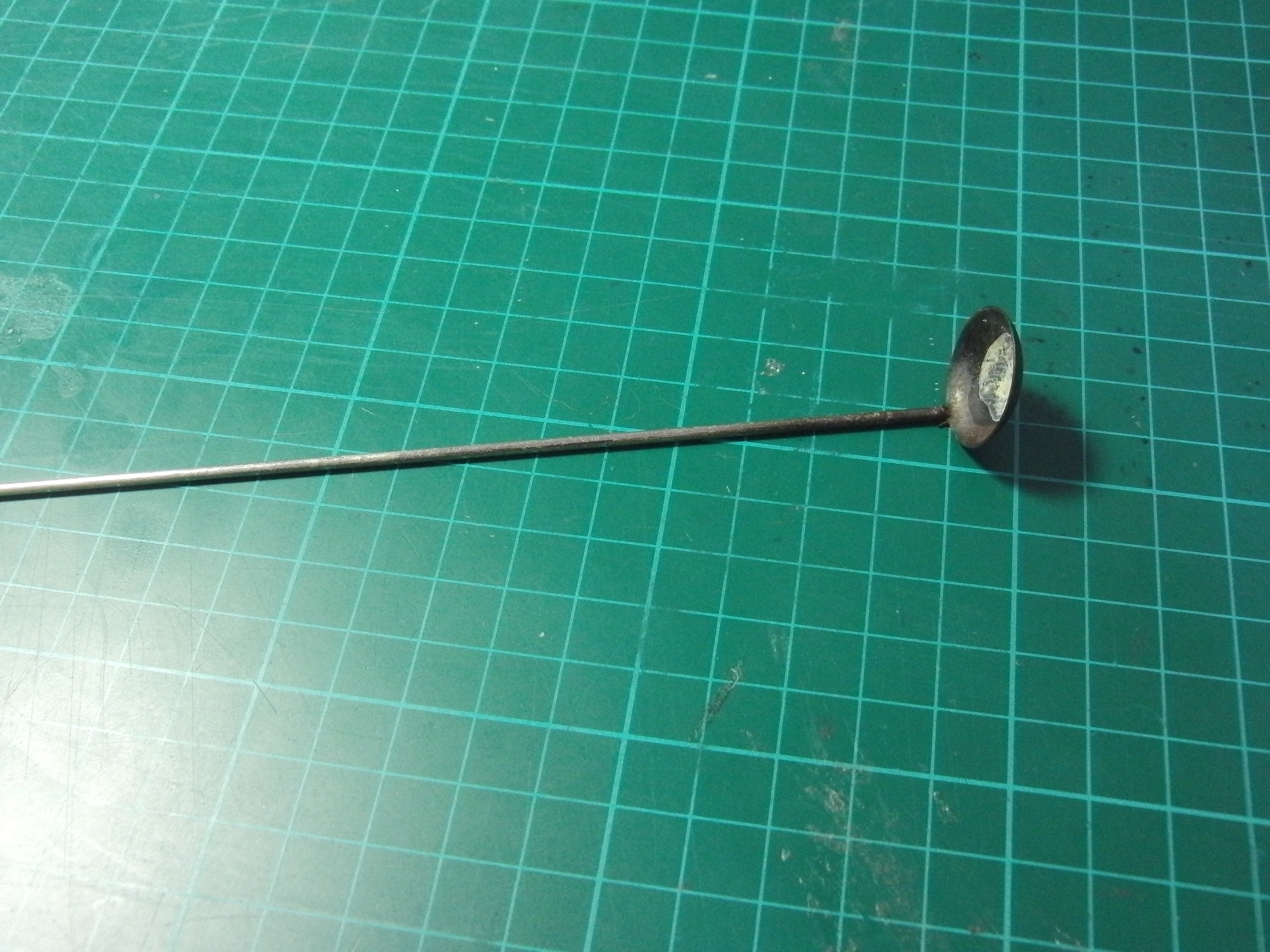
常見的燃燒匙形態

燃燒匙（英語：Burning spoon）是化学实验中常用的一种仪器，外形是一个带有长柄的小勺子，多用耐火的金属制成，也有玻璃制的，一般用于盛装少量的可燃物进行相关实验，例如观察燃烧的现象，燃燒匙可以伸入集气瓶等其他仪器。